# Вознесенська волость (Олександрівський повіт)
Вознесенська волость — історична адміністративно-територіальна одиниця Олександрівського повіту Катеринославської губернії.
Станом на 1886 рік складалася з 2 поселень, 2 сільських громад. Населення — 4380 осіб (2207 чоловічої статі та 2173 — жіночої), 603 дворових господарств.
|                     | Площа, десятин | У тому числі орної, дес. |
| ------------------- | -------------- | ------------------------ |
| Сільських громад    | 10907          | 9137                     |
| Приватної власності | —              | —                        |
| Казенної власності  | 121            | —                        |
| Іншої власності     | 195            | 113                      |
| Загалом             | 11223          | 9250                     |

Основні поселення волості:
- Вознесенка — колишнє державне село при річці Дніпро за 3 верст від повітового міста, 3472 особи, 446 дворів, православна церква, школа.
- Новогупалівка (Вербівка) — колишнє власницьке село при балці Вербовій, 866 осіб, 157 дворів, православна церква, винний склад, лавка.